# Hurrah Hurrah Apocalypse – The Definitive Video Collection
Hurrah Hurrah Apocalypse — The Definitive Video Collection (рус. Ура Ура Апокалипсис — Окончательная Коллекция Видео) — музыкальный DVD шведской поп-группы Army of Lovers, вышедший в 2005 году.
В сборник вошли почти все видеоролики Army of Lovers, за исключением ранних When The Night Is Cold (первый сингл группы), Baby’s Got a Neutron Bomb и Love Me Like a Loaded Gun, а также видео группы Barbie — предшественницы Army of Lovers. Диск был Записан в 2001 году в Малайзии во время съёмок видеоклипа к песне Let The Sunshine In.
Значительная часть клипов с DVD была ранее выпущена на редкой видеокассете 1993 года Videovaganza 1990-1993. Клип на песню Hands Up (ремейк Ottawan) прилагался к изданию как бонус.

## Список видео
1. Ride The Bullet (первая версия)
2. My Army Of Lovers
3. Crucified
4. Obsession (первая версия)
5. Candyman Messiah
6. Ride The Bullet (вторая версия)
7. Israelism
8. Judgement Day
9. La Plage De Saint Tropez
10. Sons Of Lucy
11. I Am
12. Lit De Parade
13. Sexual Revolution
14. Give My Life
15. King Midas
16. Let The Sunshine In
17. Hands Up (бонус)